# Carte jaune
Cet article possède un paronyme, voir Carton jaune (homonymie).
 (mars 2025).
Si vous disposez d'ouvrages ou d'articles de référence ou si vous connaissez des sites web de qualité traitant du thème abordé ici, merci de compléter l'article en donnant les références utiles à sa vérifiabilité et en les liant à la section « Notes et références ».
La carte jaune est une carte offerte par la direction du service national en Algérie pour certains jeunes Algériens qui n'ont pas passé le service national pour diverses raisons comme soutien de famille ou surcharge des effectifs dans les différentes casernes.
Cette carte de dispense porte la mention Apte non incorporé.